# Golfo di Squillace
Il golfo di Squillace (anticamente: Scylleticus Sinùs o Scyllaceus Sinus in latino, Σκυλλητικὸς κόλπος in greco) è situato sulla costa ionica calabrese, si estende da Isola di Capo Rizzuto fino a punta Stilo di Monasterace.

## Storia
In antichità era noto come Scylleticus Sinus, dall'antica città costiera di Skylletion, che secondo Strabone si trovava sulla costa orientale del Bruttium (grosso modo l'odierna Calabria), sulla costa di una ampia baia a cui dava il nome. È questa la baia, oggi conosciuta come golfo di Squillace, che incava la costa calabrese ad est così profondamente come l'Hipponium o Terina (l'attuale golfo di Sant'Eufemia) ad ovest, tanto da formare un istmo relativamente stretto tra i due golfi.
Il golfo fu sempre considerato pericoloso dai marinai; per questo Virgilio lo chiama navifragum Scylaceum. Per tutta la sua estensione non esiste alcun porto naturale, ed anche per questo fino a tutto il XIX secolo mantenne una pessima fama a causa dei naufragi che avvenivano davanti alle sue coste. Il nome si ritrova sia in alcuni scritti di Aristotele che in alcuni di Antioco di Siracusa, anche se sembra non fosse noto a Tucidide, quando racconta il viaggio di Gylippus lungo le coste del Bruttium.
Esiste un famoso detto tra i marinai che recita: il golfo di Squillace dove il vento mai tace. Questo perché la zona del golfo è sempre battuta da forti venti.